# Список людей, які загинули під час сходження на Дхаулагірі

## Загальна характеристика гори

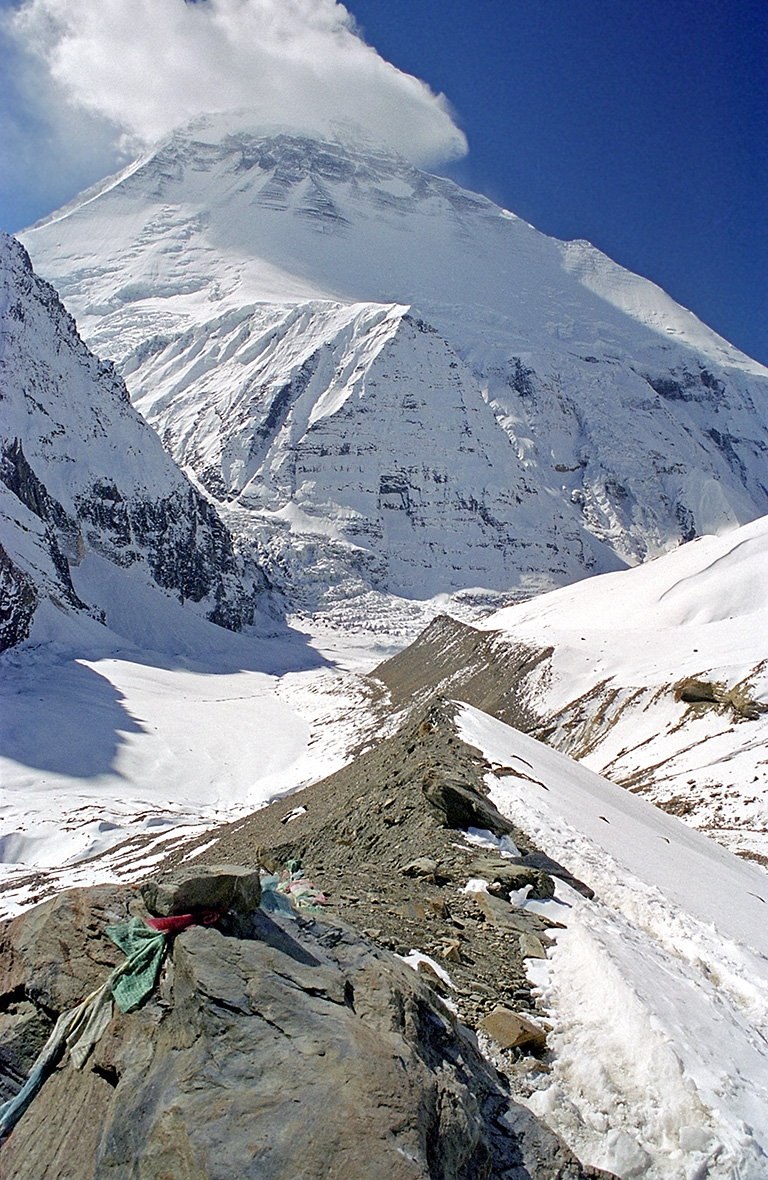
Північний схил Дхаулагірі

Дхаулагірі (धौलागिरी) — гора у Непалі у гірському хребті Гімалаї, сьома за висотою вершина світу (8167 м). Входить до складу масиву Дхаулагірі.
Масив Дхаулагирі розташований в південній частині головного Гімалайського хребта, на захід від річки Калі-Гандакі, в межиріччі Маянгді і Калі-Гандак. Підняття гори над долиною річки Калі-Гандакі становить понад 7000 м при горизонтальній відстані лише близько 30 км. Висота південного і західного схилів вершини перевищує 4000 м від їхньої основи. Назва масиву відображає його зовнішній вигляд. У перекладі з санскриту «дхавала», або «давала» означає білий, а слово «гірі» — гора.
По інший бік Калі-Гандак знаходиться масив Аннапурна.
Зледеніння району Дхаулагирі, за гімалайськими масштабами, порівняно невелике.

## Список загиблих
| Дата            | Прізвище                     | Національність  | Причини смерті      | Посилання            |
| --------------- | ---------------------------- | --------------- | ------------------- | -------------------- |
| 26 травня 2013  | Juanjo Garra                 | Іспанія         | Падіння             | [ 1 ] [ 2 ] [ 3 ]    |
| 23 травня 2013  | Chizuko Kono                 | Японія          | Виснаження          | [ 4 ] [ 3 ]          |
| 23 травня 2013  | Dawa Sherpa                  | Непал           |                     | [ 3 ] [ 4 ]          |
| 28 вересня 2010 | Daisuke Honda                | Японія          | Лавина              | [ 5 ] [ 6 ] [ 7 ]    |
| 28 вересня 2010 | Osamu Tanabe                 | Японія          | Лавина              | [ 5 ] [ 6 ]          |
| 28 вересня 2010 | Pasang Gyelu                 | Непал           | Лавина              | [ 5 ] [ 6 ]          |
| 28 вересня 2010 | Toshio Yamamoto              | Японія          | Лавина              | [ 5 ] [ 6 ]          |
| 13 травня 2010  | Zhao Liang                   | КНР             |                     | [ 8 ]                |
| 13 травня 2010  | Li Bin                       | КНР             | Виснаження          | [ 9 ] [ 8 ]          |
| 13 травня 2010  | Han Xin                      | КНР             | Падіння             | [ 8 ]                |
| 1 травня 2009   | Mehdi Etemad Far             | Іран            |                     | [ 10 ]               |
| 8 квітня 2009   | Piotr Morawski               | Польща          | Падіння в розщелину | [ 11 ]               |
| 5 травня 2008   | Rafael Guillén               | Іспанія         | Падіння             | [ 12 ]               |
| 5 травня 2008   | Darío Bracali                | Аргентина       | Зник                | [ 12 ]               |
| 12 травня 2007  | Santiago Sagaste             | Іспанія         | Лавина              | [ 13 ]               |
| 12 травня 2007  | Ricardo Valencia             | Іспанія         | Лавина              | [ 13 ]               |
| 30 квітня 2007  | Sergio Dalla Longa           | Італія          | Падіння             | [ 14 ]               |
| 14 жовтня 2001  | Yukihiko Shinagawa           | Японія          | Зник                | [ 15 ]               |
| 14 жовтня 2001  | Ryushi Hoshino               | Японія          | Зник                | [ 15 ]               |
| 14 жовтня 2001  | Masashi Fukumoto             | Японія          | Зник                | [ 15 ]               |
| 11 жовтня 2001  | Jose Antonio Garces          | Іспанія         | Падіння             | [ 16 ]               |
| 7 жовтня 2000   | Gyalzen Chuldim              | Непал           | Лавина              |                      |
| 29 вересня 2000 | Soo-Ho Lee                   | Північна Корея  | Лавина              |                      |
| 24 жовтня 1999  | Ginette Harrison             | Велика Британія | Лавина              |                      |
| 24 жовтня 1999  | Dawa Dorje                   | Непал           |                     |                      |
| 2 жовтня 1998   | Charalampos (Babis) Tsoupras | Греція          | Зник                |                      |
| 16 травня 1998  | Chantal Mauduit              | Франція         | Лавина              |                      |
| 16 травня 1998  | Ang Tshering                 | Непал           |                     |                      |
| 1 травня 1998   | Nikos Papandreou             | Греція          |                     |                      |
| 6 жовтня 1995   | Isayoshi Tawaraya            | Японія          |                     |                      |
| 15 травня 1995  | Albrecht Hammann             | Німеччина       |                     |                      |
| 18 жовтня 1994  | Галина Чеканова              | Україна         | Падіння             | [ 17 ] [ 18 ] [ 19 ] |
| 26 вересня 1994 | Robert Bähler                | Швейцарія       |                     |                      |
| 6 жовтня 1993   | Gary Ball                    | Нова Зеландія   | Висотна хвороба     |                      |
| 11 травня 1992  | Sanda Dumitrescu-Isaila      | Румунія         |                     |                      |
| 11 травня 1992  | Taina Coliban                | Румунія         |                     |                      |
| 2 травня 1992   | Hubert Weinzierl             | Німеччина       |                     |                      |
| 31 жовтня 1990  | Dainius Makauskas            | Литва           |                     |                      |
| 29 квітня 1990  | Wangel                       | Непал           |                     |                      |
| 25 грудня 1989  | Scot McGrath                 | США             |                     |                      |
| 25 грудня 1989  | Gregory Barber               | США             |                     |                      |
| 25 грудня 1989  | Wangchuk Nuru                | Непал           |                     |                      |
| 10 жовтня 1989  | Francesc (Quico) Dalmases    | Іспанія         |                     |                      |
| 25 вересня 1989 | Sarki Kami                   | Непал           |                     |                      |
| 25 вересня 1989 | Ajiwa                        | Непал           |                     |                      |
| 21 вересня 1986 | Franz Mülleder               | Австрія         |                     | [ 20 ]               |
| 23 жовтня 1984  | Jan Simon                    | Чехія           |                     |                      |
| 23 травня 1981  | Mario Serrano                | Аргентина       |                     |                      |
| 7 жовтня 1980   | Lynette R. Griffith          | Австралія       | Лавина              |                      |
| 14 травня 1979  | Sherpa Pemba                 | Непал           | Зник                | [ 21 ]               |
| 13 травня 1979  | Jean-Louis Sabarly           | Франція         | Лавина              | [ 21 ]               |
| 13 травня 1979  | Eric Poumailloux             | Франція         | Лавина              | [ 21 ]               |
| 20 жовтня 1978  | Kazuyoshi Kogure             | Японія          |                     |                      |
| 23 вересня 1978 | Kiyoshi Kobayashi            | Японія          |                     |                      |
| 23 вересня 1978 | Yujiro Fukasawa              | Японія          |                     |                      |
| 23 вересня 1978 | Hiroshi Akuzawa              | Японія          |                     |                      |
| 21 квітня 1978  | Katsumi Naganuma             | Японія          |                     |                      |
| 26 березня1975  | Yoshitada Numao              | Японія          |                     |                      |
| 26 березня1975  | Tetsu Imura                  | Японія          |                     |                      |
| 26 березня1975  | Pasang Kami                  | Непал           |                     |                      |
| 26 березня1975  | Dorje                        | Непал           |                     |                      |
| 26 березня1975  | Dakiya                       | Непал           |                     |                      |
| 28 квітня 1969  | David Seidman                | США             | Лавина              | [ 22 ]               |
| 28 квітня 1969  | Ross William                 | США             | Лавина              | [ 22 ]               |
| 28 квітня 1969  | Vincent Hoeman               | США             | Лавина              | [ 22 ]               |
| 28 квітня 1969  | Paul Gerhard                 | США             | Лавина              | [ 22 ]               |
| 28 квітня 1969  | Boyd Everett                 | США             | Лавина              | [ 22 ]               |
| 28 квітня 1969  | Pemba Phutar                 | Непал           | Лавина              | [ 22 ]               |
| 28 квітня 1969  | Tenzing                      | Непал           | Лавина              | [ 22 ]               |
| 29 квітня 1959  | Heinrich Roiss               | Австрія         |                     |                      |
| 30 June 1954    | Francisco (Paco) Ibanez      | Аргентина       |                     |                      |

## Виноски
1. ↑  El Juanjo es queda al cel. juanjogarra.wordpress.com. 27 травня 2013
2. ↑  Amigos, Con Profunda Tristeza Os Debo... – Sebastián Álvaro. Facebook. Процитовано 25 жовтня 2013.
3. 1 2 3  Deaths – Spring 2013. The Himalayan Database. Процитовано 3  вересня 2013.
4. 1 2  Japanese climber Kono perishes on Nepal peak. japantimes.co.jp. 29 травня 2013
5. 1 2 3 4  Griffin, Lindsay (4 жовтня 2010). Legendary Japanese mountaineer missing.
6. 1 2 3 4  Search Resumes for Japanese Climbers on Dhaulagiri. Процитовано 28  вересня 2012.
7. ↑  Difícil temporada posmonzónica en el Himalaya. Desnivel. Desnivel.com. Процитовано 9 липня 2012.
8. 1 2 3  Deaths – Spring 2010. The Himalayan Database. Процитовано 3  вересня 2014.
9. ↑  Memorial To Li Bin At Italy Base Camp 3625m Around Dhaulagiri.
10. ↑  Everest K2 News Explorersweb — the pioneers checkpoint. explorersweb.com
11. ↑  Piotr Morawski. Piotr Morawski. Процитовано 22 листопада 2014.
12. 1 2  Otra temporada, tragedia en el Dhaulagiri. Desnivel. Desnivel.com. Процитовано 9 липня 2012.
13. 1 2  Other Mountains and Summit News all over. Everestnews.com. Процитовано 9 липня 2012.
14. ↑  Dhaulagiri 2007: More details on the death of SERGIO DELLA LONGA. Everestnews.com. Процитовано 9 липня 2012.
15. 1 2 3  Dhaulagiri 2001 News and Expeditions. K2news.com. Процитовано 9 липня 2012.
16. ↑  El montañero aragonés Pepe Garcés muere mientras escalaba un 'ochomil' en Nepal | Deportes | EL PAÍS. Deportes.elpais.com. 13 жовтня 2001. Процитовано 9 липня 2012.
17. ↑  Fatalities – Dhaulagiri I. Процитовано 13 жовтня 2012.
18. ↑  Whither the Eight Thousand Meter Code of Honour?. Процитовано 13 жовтня 2012.
19. ↑  Climbers from Russia and SIC did not return from the Hymalayas. Процитовано 13 жовтня 2012.
20. ↑  Memorial To Franz Mulleder At Italy Base Camp 3625m Around Dhaulagiri.
21. 1 2 3  Dhaulagiri I. Процитовано 3 серпня 2013.
22. 1 2 3 4 5 6 7  Dhaulagiri — 7th Highest Mountain in the World. Climbing.about.com. 13 травня 1960. Архів оригіналу за 5 травня 2012. Процитовано 9 липня 2012. [Архівовано 2012-05-05 у Wayback Machine.]